# Форнюрдислаг
Форнюрдислаг (fornyrðislag, от forn «древний», orð «слово» и lag «размер») — один из вариантов древнескандинавского аллитерационного стиха. Его называют также «эпическим размером». В числе прочего, этим размером написана часть эддических песен (наряду с размером льодахатт).
Рифмы форнюрдислаг не предполагает и строится исключительно на аллитерации. Ею связаны попарно каждые две строки. Есть три варианта расстановки аллитерирующих слогов в этом размере:

1) первый слог, несущий метрическое ударение, в нечётной строке и первый такой же слог в чётной строке;

2) второй слог, несущий метрическое ударение, в нечётной строке и первый такой же слог в чётной строке;

3) первый и второй слоги, несущие метрическое ударение, в нечётной строке и первый такой же слог в чётной строке.